# 且介亭杂文末编
《且介亭杂文末编》是鲁迅的一部杂文集，收录了鲁迅在1936年所写的杂文三十五篇。
- 包括《〈凯绥·珂勒惠支版画选集〉序目》，《我要骗人》，《写于深夜里》，《关于太炎先生二三事》等。
- 附集《文人比较学》，《半夏小集》，《死》等。

- 《且介亭杂文末编》1937年上海三闲书屋初版。
- 《鲁迅全集》，人民文学出版社 第6卷